# Sidi Damed
Sidi Damed est une commune de la wilaya de Médéa en Algérie.

## Géographie
La commune est située dans l'extrême nord des hautes plaines centrales algériennes au piémont sud de l'Atlas tellien (mont de Titteri) à environ 170 km au sud d'Alger et à 95 km au sud-est de Médéa et à 25 km au sud-est de Aïn Boucif et à 45 km au sud-ouest  de Chellalet El Adhaoura.
|            | Kef Lakhdar               | Chellalet El Adhaoura         |
| Aïn Boucif | Sidi Damed                | Aïn Ouksir                    |
|            | Birine (wilaya de Djelfa) | Bouti Sayah(wilaya de M'Sila) |